# Медлін Керол
Марі-Медлін Бернадет О'Керол, відома як Едіт Медлін Керол (англ. Edith Madeleine Carroll; 26 лютого 1906 — 2 жовтня 1987) — англійська акторка, популярна як у Великобританії, так і в Америці в 1930-1940-х. На піку свого успіху в 1938 році була найбільш високооплачуваною акторкою світу.

## Життєпис
Марі-Медлін Бернадет О'Керол народилась 26 лютого 1906 року у Вест-Бромвічі, Стаффордшир, у сім'ї Джона О'Керролла, ірландського професора філології, та француженки Елен де Роз'єр Туайон. До 11 років Медлін виховувалась у Франції. Її батько викладав у Бірмінгемському університеті.
У 12 років Керол вступила до Бірмінгемського університету, де зосередилась на вивченні французької мови. Про свої студентські роки Керол висловлювалась так: «…але я не можу похвалитися високими оцінками з французької мови, тому що моя мама була уродженкою француженкою, і я вивчила мову в дитинстві! Але саме участь у студентській виставі надихнула мене на акторство.» Зокрема, Керол брала участь у студентській постановці п'єси «Сельма» (англ. Selma). Закінчивши університет у 1926 році та здобувши ступінь бакалавра мистецтв зі спеціалізацією у французькій мові, Керол деякий час працювала вчителькою французької мови у школі для дівчат у Гоуві, Східний Сассекс.
Всупереч бажанню свого батька, накопичивши кошти з вчительської зарплатні, Керол вирушила до Лондона будувати акторську кар'єру. У 1927 році на сцені театру «Вінтер-Ґарденс» у Нью-Брайтоні відбувся її акторський дебют у п'єсі Сіріла Кемпіона «Батіг» (англ. The Lash). У тому ж році вона успішно зіграла в п'єсі Сеймура Гікса «Містер „як його звуть“» (англ. Mr What's His Name), завдяки чому протягом наступних чотирьох років отримувала ролі у різноманітних п'єсах, включаючи «Постійну німфу» (англ. The Constant Nymph) 1928 року, «Відпустку по-французьки» (англ. French Leave) 1930 року, в якій вона грала разом із Чарльзом Лотоном, «Врешті-решт» (англ. After All) 1931 року, «Містер Піквік» (англ. Mr. Pickwick), «Дах» (англ. The Roof), та «Морський круїз» (англ. Pleasure Cruise). Між акторськими роботами, Керол підробляла демонстрацією капелюхів.
У 1928 році відбувся кінодебют Керол у фільмі «Гармати Луса» (англ. The Guns of Loos). Однак, по-справжньому відомою вона стала завдяки фільмам «Американський в'язень» (англ. The American Prisoner) 1929 року та «Молодий Вудлі» (англ. Young Woodley) 1930 року. Хоча у 1931 році у зв'язку з одруженням Керол планувала покинути акторську кар'єру, кінокомпанія Gaumont вмовила її знятись у двох фільмах, «Спальний вагон» (англ. The Sleeping Car) і «Я була шпигункою» (англ. I was a Spy), запропонувавши їй, як повідомлялось, 650 фунтів стерлінгів на тиждень.
У 1932 році Керол взяла участь у зйомках фільму «Я була шпигункою», першої шпигунської драми, заснованої на реальних подіях часів Першої світової війни з життя Марти Кнокгарт, бельгійського агента, яка працювала медсестрою у німецькій зоні. Керол зустрічалась з Мартою, а також відвідувала місце відповідного фронту. У фільмі партнером Керол був німецький актор Конрад Фейдт. Вона так згадувала про роботу над фільмом: «Так само, як і поїздка на фронт з паном Юнге наштовхнула мене на думку про марність боротьби між націями, так і моя робота в студії з Конрадом Фейдтом зміцнила мої попередні думки. Ось чудова людина, великий артист і джентльмен. Він популярний серед англійців акторського складу, але вони воювали на протилежних сторонах під час війни і, мабуть, „ненавиділи“ один одного. Чи не дурниці це все? Фейдт і всі ми обговорювали фільм між зйомками. Ми вирішили, що він представляє дуже чесне бачення з обох сторін.»

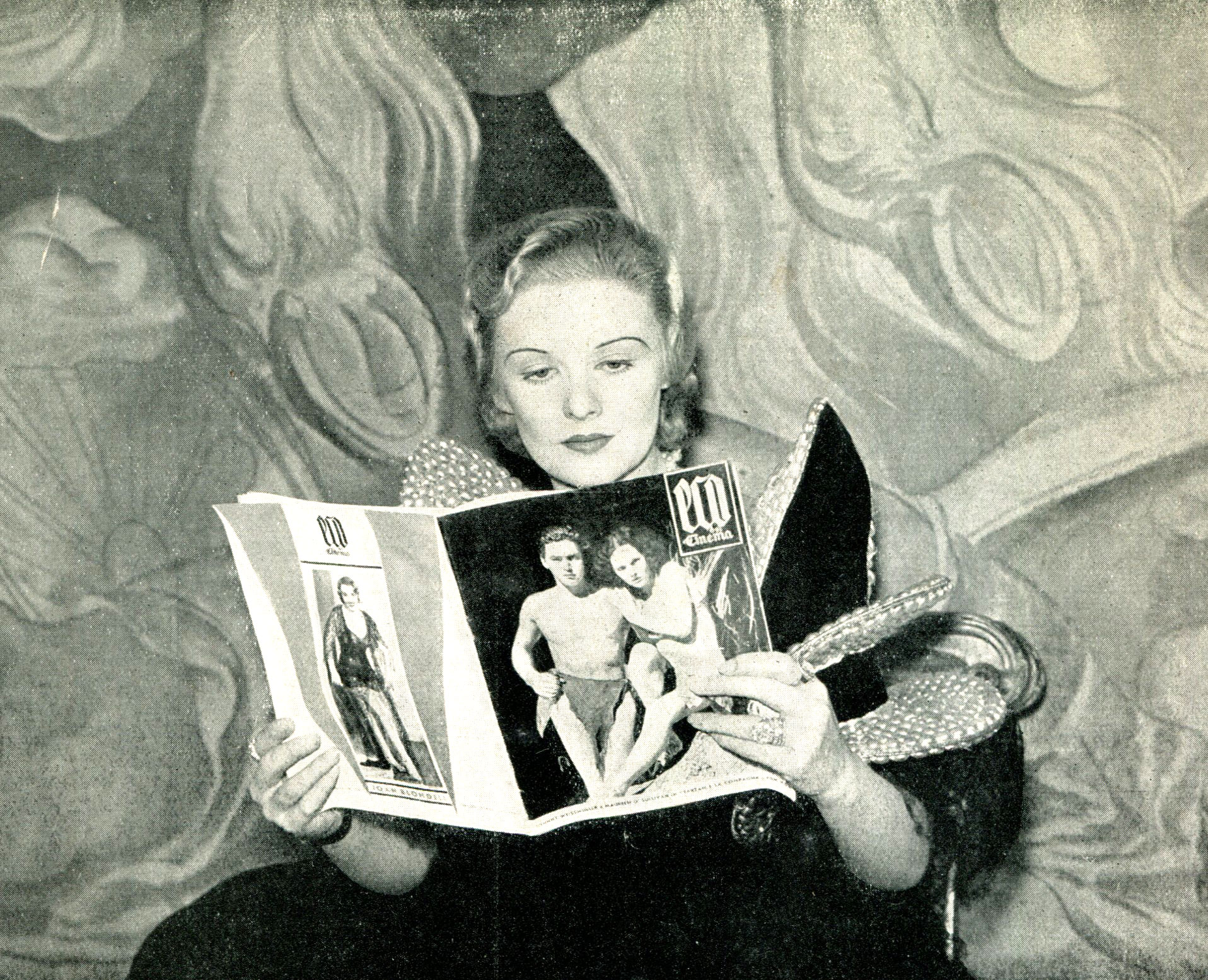
Керол у 1935 році

У 1934 році Керол поїхала до США на зйомки у фільмі «Світ рухається далі» (англ. The World Moves On), який став її американським дебютом. Тоді в інтерв'ю американському журналісту Керол заявила: «Я хочу досягти успіху в Америці. Але я хочу запам'ятатись американській публіці завдяки моїй грі в кіно. Я просила не проводити попередньої рекламної кампанії. Я не очікую, що хтось тут буде вражений моїми минулими акторськими досягненнями в Англії …» Після завершення зйомок, які тривали 49 днів, Керол повернулась до Великобританії.

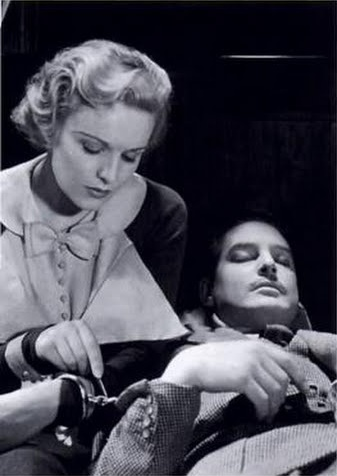
Керол та Роберт Донат у фільмі «39 сходинок», 1935 рік

Після повернення до Великобританії Керол зіграла у фільмі Альфреда Гічкока «39 сходинок». Партнером Керол у цьому фільмі був Роберт Донат, з яким в неї були напружені стосунки. Керол дісталась головна роль у «39-ти сходинках» тільки тому, що акторка Джейн Бекстер відмовилась від цієї ролі. Під час зйомок Гічкок нібито випадково загубив ключі від наручників, якими були сковані Керол та Донаті, і акторам довелось провести скованими наручниками увесь день. Гічкок згадував, що під час репетиції Керол нібито перетворилась на іншу особу. «Вона грала в якомусь гіпнотичному трансі. Я запитав, що сталося з веселою особою, яку я зустрів під час нашої першої співбесіди. Вона сказала: „Але я думала, що повинна грати“. Я сказав їй: „заради Бога, будь собою“» — розповідав Гічкок.
Керол також зіграла у фільмі Гічкока «Секретний агент». Ден Каллаган вважає гру Керол у цьому фільмі схожою на гру Грейс Келлі у пізніших фільмах Гічкока. «Секретний агент» був останнім фільмом Гічкока, в якому знімалась Керол. Каллаган пише, що Гічкоку не дуже подобалась Керол, і, коли наприкінці 1960-х в нього був шанс зустрітись із нею, — він відмовився. Ролі у фільмах Гічкока зробили Керол міжнародною знаменитістю, і у 1936 році вона уклала контракт із американською студією «20-те століття Фокс».
У 1936 році вийшов фільм за участю Керол та Гері Купера «Генерал помер на світанку» (англ. The General Died at Dawn). Керол так відгукувалась про підхід Купера до акторської гри: «Гері ніколи нічого не вивчає, і він точно не перебуває в акторському стані. Потім він приходить і приголомшує усіх своєю грою.» Британська газета Times назвала «В'язня Зенди» (англ. The Prisoner of Zenda), де Керол зіграла разом із Рональдом Колманом, її найкращим голлівудським фільмом. У 1937 році Керол зіграла у фільмі «На проспекті» (англ. On the Avenue). Журнал Time написав, що Керол, хоча й не підходила на призначену їй роль, надала їй гідності.

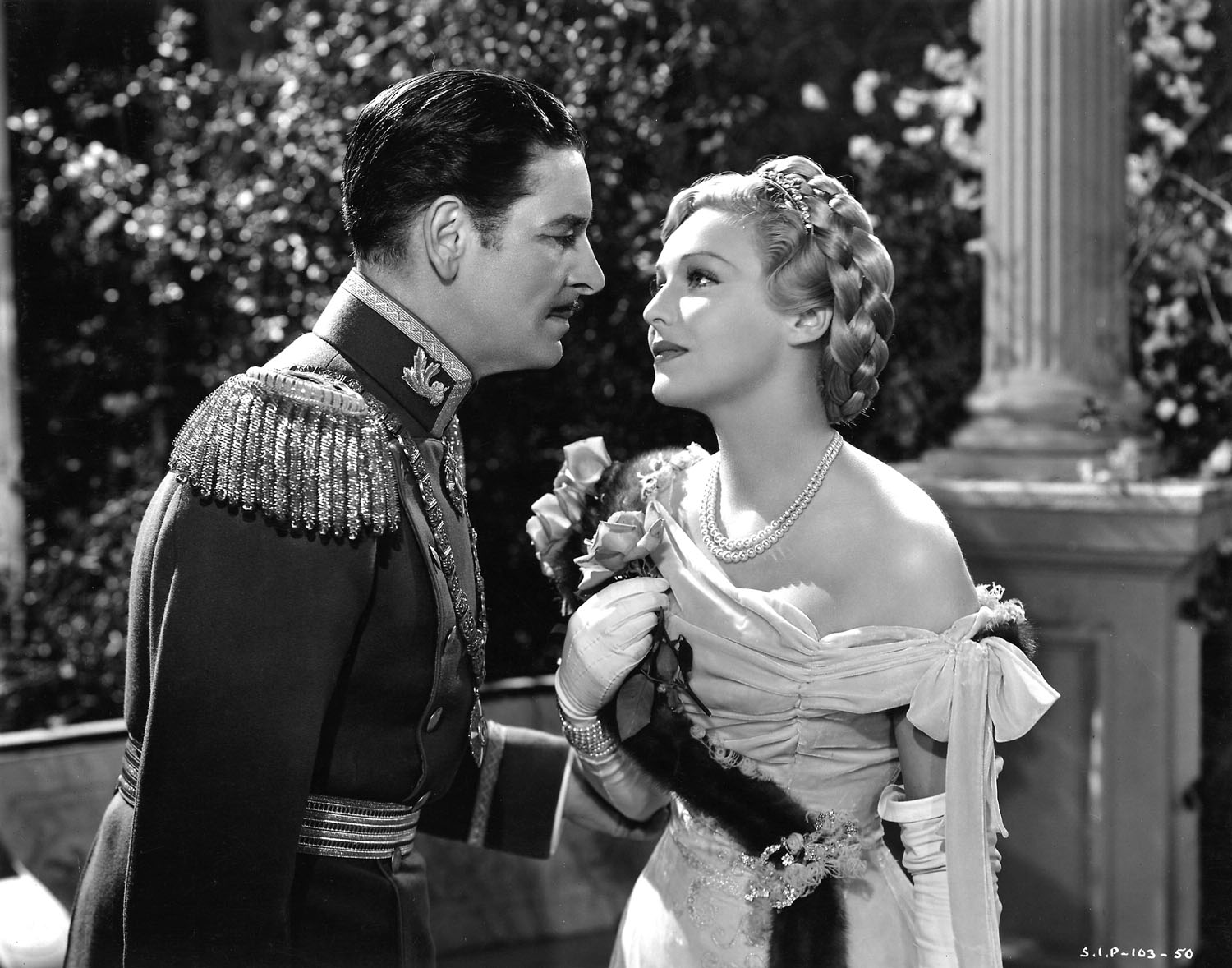
Рональд Колман та Керол у фільмі «В'язень Зенди»

У 1938 році вийшов фільм «Блокада» (англ. Blockade) за участі Керол про події громадянської війни в Іспанії. Керол поїхала до Європи домовлятись із цензурними органами про дозвіл на показ фільму. У Франції, після довгої боротьби з армією, дозволили показ фільму.
У 1939 році Керол уклала контракт із американською студією Paramount. Керол також брала участь у радіодрамах та виставах. Після фільмів «Мій сину, мій сину» (англ. My son, my son!) (1940) і «Моя улюблена білявка» (англ. My Favourite Blonde) (1942) Керол почала долучатись до військової роботи. У 1943 році Керол отримала громадянство США. Її сестра, Марґеріт, була вбита під час бліцу в 1943 році, і Керол, яка тепер мала американське громадянство, поїхала до Франції під ім'ям Гамільтон, щоб служити у Фонді допомоги союзникам та Американському Червоному Хресті. Окрім того, вона розважала війська, а також опікувалася 150 дітьми-сиротами у своєму замку поблизу Парижа. Під час служби Керол здобула звання капітана.
Після війни Керол намагалася відновити свою кар'єру, перш ніж остаточно піти з кіно після фільму «Віяло» (англ. The Fan) (1949). У 1950-х роках вона періодично з'являлася на телебаченні та спробувала повернутися на сцену у фільмі «Бікман Плейс» (англ. Beekman Place) (1964). Після свого четвертого розлучення у 1965 році Керол зосередилась на управлінні своєю фруктовою фермою у Франції, а також на благодійній діяльності. Керол померла 2 жовтня 1987 року в своєму будинку в Марбельї, Іспанія.

## Номінації та нагороди
У 1946 році Керол була нагороджена Медаллю Свободи за медсестринську службу. У 1946 році Франція нагородила Керол Орденом Почесного легіону за її роботу зв'язкової між армією США та Рухом опору у Франції. У 1949 року Керол отримала нагороду «Жінка року» від Жіночого національного прес-клубу. У 1960 році на Голлівудській алеї слави було відкрито зірку, присвячену Медлін Керол.

## Особисте життя

Портрет Медлін Керол роботи Філіпа де Ласло, 1935 рік

У 1931 році Керол стала дружиною капітана Філіпа Естлі, вихідця із заможної англійської сім'ї та агента з нерухомості. Вони познайомились на балу у Джорджа Маунтбаттена, 2-ого маркіза Мілфорд-Гейвена, одружились в Італії, на озері Комо, де в Естлі була вілла. Після одруження пара оселилась у престижному лондонському районі Мейфер. У 1932 році Керол була представлена королю Георгу V, як дружина Філіпа Естлі.
У 1938 році під час подорожі на кораблі до Європи з метою просування фільму «Блокада» Керол познайомилась із тодішнім видавником газети New York Times Артуром Гейсом Сульзберґером. Невідомо, саме коли між Керол та Сульзберґером виникли романтичні стосунки, але в сім'ї Сульзберґерів було розуміння, що в них був повноцінний роман. Починаючи з 1938 і до 1950 року, Керол часто відвідувала садибу Сульзберґерів «Гіландейл». Вважається, що Іфігенія Окс Сульзберґер, дружина Сульзберґера, знала про стосунки між Керол та Сульзберґером. Іфігенія зізнавалась свої подрузі, леді С'юзан Пулбрук, дружині голови Лондонського Ллойдса, що «їй було страшенно боляче», коли «це прекрасне створіння увійшло у наше життя».
У 1939 році Керол та Естлі розлучились. Керол так прокоментувала причини: «Безумовно, бути дружиною в Голлівуді і мати чоловіка в Лондоні не сприяє щасливому шлюбу».
У 1942 році Керол пошлюбила актора Стерлінга Гейдена, який був її партнером у фільмі «Багамський пасаж» (англ. Bahama Passage). Однак, через Другу світову війну, під час якої Гейден приєднався до Корпусу морської піхоти США, їм довелось розлучитись. Під час своєї волонтерської військової роботи у Франції Керол познайомилась із письменником та учасником Руху опору у Франції Анрі Лаворелем. Одразу після війни Керол та Гейден юридично розлучились, і у 1945 році Керол одружилася з Лаворелем.
У 1949 році Керол розлучилась із Лаворелем, а в 1950 році пошлюбила видавця журналу Life Ендрю Гайскела. Від Гайскела Керол народила дочку Енн-Медлін. У 1965 році Керол та Гайскел розлучились. У своїх мемуарах Гайскел називав причиною розлучення те, що Керол хотіла жити у Європі, а його робота вимагала присутності у США, а також свої почуття до Маріан Сульзберґер, дочки Артура Гейса Сульзберґера, з яким в Керол колись був роман.

## Фільмографія
| Рік  | Назва українською                | Оригінальна назва          | Роль                                                |
| ---- | -------------------------------- | -------------------------- | --------------------------------------------------- |
| 1928 | «Гармати Луса»                   | The Guns of Loos           | Діана Чезвік                                        |
| 1928 | «Що можна купити за гроші»       | What Money Can Buy         | Рода Пірсон                                         |
| 1928 | «Першонароджений»                | The First Born             | Леді Медлін Бойкот                                  |
| 1929 | «Американський в'язень»          | The American Prisoner      | Ґрейс Малгерб                                       |
| 1929 | «Атлантик»                       | Atlantic                   | Моніка                                              |
| 1930 | «План „Дабл Ю“»                  | The W Plan                 | Роза Гартман                                        |
| 1930 | «Молодий Вудлі»                  | Young Woodley              | Лора Сіммонс                                        |
| 1930 | «Відпустка по-французьки»        | French Leave               | Дороті Ґленістер                                    |
| 1930 | «Біжи!»                          | Escape!                    | Дора                                                |
| 1930 | «Школа скандалу»                 | The School for Scandal     | Леді Тізл                                           |
| 1930 | «Гонка за Кубок поцілунків»      | Kissing Cup's Race         | Леді Моллі Едейр                                    |
| 1931 | «Мадам Гільйотина»               | Madame Guillotine          | Люсіль де Шуазінь                                   |
| 1931 | «Зачарування»                    | Fascination                | Ґвенда Фарел                                        |
| 1931 | «Писане право»                   | The Written Law            | Леді Марґарет Рочестер                              |
| 1933 | «Спальний вагон»                 | Sleeping Car               | Енн                                                 |
| 1933 | «Я була шпигункою»               | I Was a Spy                | Марта Кнокгарт                                      |
| 1934 | «Світ рухається далі»            | The World Moves On         | Місіс Ворбертон, 1825 / Мері Ворбертон Жірард, 1914 |
| 1935 | «Диктатор»                       | The Dictator               | Королева Данії Кароліна Матильда Ганноверська       |
| 1935 | «39 сходинок»                    | The 39 Steps               | Памела                                              |
| 1936 | «Секретний агент»                | Secret Agent               | Ельза Каррінґтон                                    |
| 1936 | «Справа проти місіс Еймс»        | The Case Against Mrs. Ames | Гоуп Еймс                                           |
| 1936 | «Генерал помер на світанку»      | The General Died at Dawn   | Джуді Перрі                                         |
| 1936 | «Лондонский Ллойд»               | Lloyd's of London          | Леді Елізабет                                       |
| 1937 | «На проспекті»                   | On the Avenue              | Мімі Керевей                                        |
| 1937 | «Це все — твоє»                  | It's All Yours             | Лінда Ґрей                                          |
| 1937 | «В'язень Зенди»                  | The Prisoner of Zenda      | Принцеса Флавія                                     |
| 1938 | «Блокада»                        | Blockade                   | Норма                                               |
| 1939 | «Світське життя»                 | Cafe Society               | Крістофер Вест                                      |
| 1939 | «Медовий місяць на Балі»         | Honeymoon in Bali          | Ґейл Аллен                                          |
| 1940 | «Мій сину, мій сину!»            | My Son, My Son!            | Лівія Вейнол                                        |
| 1940 | «Сафарі»                         | Safari                     | Лінда Стюарт                                        |
| 1940 | «Північно-Західна кінна поліція» | Northwest Mounted Police   | Ейпріл Лоґан                                        |
| 1941 | «Вірджинія»                      | Virginia                   | Шарлотта Дантеррі                                   |
| 1941 | «Одна ніч у Лісабоні»            | One Night in Lisbon        | Леонора Перрікоут                                   |
| 1941 | «Багамський пасаж»               | Bahama Passage             | Керол Делбрідж                                      |
| 1942 | «Моя улюблена білявка»           | My Favorite Blonde         | Карен Бентлі                                        |
| 1947 | «Готель „Біла колиска“»          | White Cradle Inn           | Маґда                                               |
| 1948 | «Невинна справа»                 | An Innocent Affair         | Пола Дуайн                                          |
| 1949 | «Віяло»                          | The Fan                    | Місіс Ерлінн                                        |

## Вшанування пам'яті
У 2007 році у Вест-Бромвічі був відкритий пам'ятник Медлін Керол. У 2019 році Бірмінгемський університет вшанував пам’ять Керол, відкриттям нової меморіальної таблички.